# Philip Kitcher
Philip Stuart Kitcher (nascut 1947) és un filòsof anglès especialitzat en la filosofia de la ciència.
Nascut a Londres, Kitcher va passar la seva infantesa primerenca a Eastbourne, East Sussex, a la Costa Sud de Gran Bretanya.
Kitcher és més conegut pels seus treballs sobre Bioètica, Creacionisme i Sociobiologia. Els seus treballs intenten enllaçar les preguntes creades per la Filosofia de la Biologia i la Filosofia de les Matemàtiques amb els problemes filosòfics centrals de l'epistemologia, la metafísica, i l'ètica. Al seu torn, ha publicat articles sobre John Stuart Mill, Immanuel Kant i altres figures de la història de la filosofia.

## Publicacions
- Abusing Science: The Case Against Creationism. MIT Press, 1982 (paperback 1983). ISBN 0-262-61037-X
- The Nature of Mathematical Knowledge. Oxford University Press, 1983 (paperback 1984).
- Vaulting Ambition: Sociobiology and the Quest for Human Nature. MIT Press, 1985 (paperback 1987).
- The Advancement of Science, Oxford University Press, April 1993.
- The Lives to Come: The Genetic Revolution and Human Possibilities (Simon and Schuster [U.S.], Penguin [U.K.]
- Science, Truth, and Democracy, Oxford University Press, 2001; paperback 2003.
- In Mendel's Mirror: Philosophical Reflections on Biology, Oxford University Press, 2003.
- Finding an Ending: Reflections on Wagner’s Ring, en coautoría con Richard Schacht, Oxford University Press, Febrer de 2004. ISBN 0-19-517359-7
- Living with Darwin: Evolution, Design, and the Future of Faith, Oxford University Press, Desembre de 2006. ISBN 0-19-531444-1